# Mendibil
Mendibil en basque ou Mendívil en espagnol, est une commune ou contrée de la municipalité d'Arratzua-Ubarrundia dans la province d'Alava dans la Communauté autonome basque.